# Eitel Cantoni
Eitel Danilo Cantoni (4. října 1906, Montevideo – 6. června 1997, Montevideo) byl uruguayský automobilový závodník.
První závod na který byl zapsán byl závod jihoamerické série Formula libre, Circuito de Montevideo v roce 1947, v závodě ale nakonec nestartoval. Následující rok vyměnil vůz Maserati 8CL za novější Maserati 4CL a zúčastnil se celkem čtyřech závodů Formule Libre. Nejlépe si vedl (pátý) v argentinském Parque Independencia, kde se soutěžilo o Pohár Acción, závod plný hvězd nakonec vyhrál slavný Jean-Pierre Wimille.
V roce 1949 se Eitel dočkal prvního umístění na stupních vítězů, když v Grand Prix Eva Duarte Perón získal třetí místo. V závodě nestačil jen na Oscara Gálveze a Juana Manuela Fangia, zato dokázal porazit italská esa Ascariho, Farinu nebo Villoresiho. Svůj výkonnostní vzestup potvrdil hned v následujícím, závodě šestým místem. V roce 1950 dokázal vyrovnat svůj dosavadní nejlepší výsledek, a to třetí místo v Grand Prix Prezidenta Alessandri, kde skončil za Fangiem a Gonzalezem. Po roční pauze zahájil sezónu pátými místy v domácích závodech Grand Prix Uruguaye a Grand Prix Montevidea.
Poté se rozhodl účastnit evropských Grand Prix formule 1, debutoval 19. července 1952. Nezískal nikdy žádné mistrovské body, nejlépe skončil v italské Monze na 11. místě. V první Grand Prix (VB) jej zradili brzdy a odjel pouze jedno kolo, v Německu pro změnu zadní náprava, kola odjel čtyři.

## Výsledky ve formuli 1
| Legenda k tabulce | Legenda k tabulce                                                                       |
| Barva             | Výsledek                                                                                |
| ----------------- | --------------------------------------------------------------------------------------- |
| Zlatá             | Vítěz                                                                                   |
| Stříbrná          | 2. místo                                                                                |
| Bronzová          | 3. místo                                                                                |
| Zelená            | Bodované umístění                                                                       |
| Modrá             | Nebodované umístění                                                                     |
| Modrá             | Dokončil neklasifikován (NC)                                                            |
| Fialová           | Odstoupil (Ret)                                                                         |
| Červená           | Nekvalifikoval se (DNQ)                                                                 |
| Červená           | Nepředkvalifikoval se (DNPQ)                                                            |
| Černá             | Diskvalifikován (DSQ)                                                                   |
| Bílá              | Nestartoval (DNS)                                                                       |
| Bílá              | Závod zrušen (C)                                                                        |
| Světle modrá      | Pouze trénoval (PO)                                                                     |
| Světle modrá      | Páteční testovací jezdec (TD)                                                           |
| Bez barvy         | Netrénoval (DNP)                                                                        |
| Bez barvy         | Vyřazen (EX)                                                                            |
| Bez barvy         | Nepřijel (DNA)                                                                          |
| Bez barvy         | Odvolal účast (WD)                                                                      |
| Bez barvy         | Nezúčastnil se (prázdné)                                                                |
| Označení          | Význam                                                                                  |
| Tučnost           | Pole position                                                                           |
| Kurzíva           | Nejrychlejší kolo                                                                       |
| †                 | Jezdec nedojel do cíle, ale byl klasifikován, protože odjel více než 90 % délky závodu. |
| ‡                 | Byl udělován poloviční počet bodů, protože bylo odjeto méně než 75 % délky závodu.      |
| Horní index       | Umístění bodujících jezdců ve sprintu                                                   |

| Rok  | Tým                    | Vůz            | Motor    | 1   | 2   | 3   | 4       | 5       | 6       | 7       | 8      | ** | Body |
| ---- | ---------------------- | -------------- | -------- | --- | --- | --- | ------- | ------- | ------- | ------- | ------ | -- | ---- |
| 1952 | Escuderia Bandeirantes | Maserati A6GCM | Maserati | SUI | 500 | BEL | FRA DNS | GBR Ret | GER Ret | NED DNS | ITA 11 | -  | 0    |

### Závody F1 nezapočítávané do MS
| Rok  | Grand Prix                    | Okruh           | Vůz            | Pozice    | Výsledky |
| ---- | ----------------------------- | --------------- | -------------- | --------- | -------- |
| 1952 | Grand Prix de Sables d'Olonne | Sables d'Olonne | Maserati A6GCM | Odstoupil | Výsledky |
| 1952 | Grand Prix de Comminges       | Saint Gaudens   | Maserati A6GCM | Odstoupil | Výsledky |
| 1952 | Grand Prix Modena             | Modena          | Maserati A6GCM | 7. místo  | Výsledky |
| 1952 | Internationales Avusrennen    | Avus            | Maserati A6GCM | 9. místo  | Výsledky |

### Závody jihoamerické série Formule Libre
| Rok  | Grand Prix                       | Okruh                  | Vůz           | Pozice      | Výsledky |
| ---- | -------------------------------- | ---------------------- | ------------- | ----------- | -------- |
| 1947 | Circuito de Montevideo           | Circuito Playa Ramirez | Maserati 8CL  | Nestartoval | Výsledky |
| 1948 | Grand Prix Generála Juana Peróna | Parco Palermo          | Maserati 4CL  | Nedokončil  | Výsledky |
| 1948 | Grand Prix Generála San Martín   | El Torreón             | Maserati 4CL  | Nedokončil  | Výsledky |
| 1948 | Pohár Acción                     | Parque Independencia   | Maserati 4CL  | 5. místo    | Výsledky |
| 1948 | Grand Prix Eva Duarte Perón      | Parco Palermo          | Maserati 4CL  | Nedokončil  | Výsledky |
| 1949 | Grand Prix Generála Juana Peróna | Parco Palermo          | Maserati 4CL  | Nedokončil  | Výsledky |
| 1949 | Grand Prix Eva Duarte Perón      | Parco Palermo          | Maserati 4CL  | 3. místo    | Výsledky |
| 1949 | Pohár Acción                     | Parque Independencia   | Maserati 4CL  | 6. místo    | Výsledky |
| 1949 | Grand Prix Generála San Martín   | El Torreón             | Maserati 4CL  | Nedokončil  | Výsledky |
| 1949 | Grand Prix Generála Juana Peróna | Parco Palermo          | Maserati 4CL  | Nedokončil  | Výsledky |
| 1950 | Grand Prix Eva Duarte Perón      | Parco Palermo          | Maserati 4CL  | Nedokončil  | Výsledky |
| 1950 | Grand Prix Generála San Martín   | El Torreón             | Maserati 4CL  | Nestartoval | Výsledky |
| 1950 | Pohár Acción                     | Parque Independencia   | Maserati 4CL  | 8. místo    | Výsledky |
| 1950 | Grand Prix Prezidenta Alessandri | Palma                  | Maserati 4CL  | 3. místo    | Výsledky |
| 1952 | Grand Prix Generála Juana Peróna | Parco Palermo          | Maserati 4CLT | 5. místo    | Výsledky |
| 1952 | Grand Prix Eva Duarte Perón      | Parco Palermo          | Maserati 4CLT | 5. místo    | Výsledky |
| 1952 | Grand Prix Uruguaye              | Piriápolis             | Maserati 4CLT | Nedokončil  | Výsledky |
| 1952 | Grand Prix Montevidea            | Piriápolis             | Maserati 4CLT | 12. místo   | Výsledky |